# Veracocha
Veracocha is een samenwerking tussen de twee Nederlandse tranceproducers Vincent de Moor en Ferry Corsten.
Veracocha is bekend van hun enige nummer Carte Blanche (1999, Positiva Recordings), dat meerdere keren opnieuw is gemixt en uitgebracht. Carte Blanche kwam niet verder dan plaats 9 in de Tipparade, het behaalde dus nooit de Top 40. In 2008 werd het nummer opnieuw uitgebracht en behaalde toen plaats 37 van de Nederlandse Top 40. In de Dance Top 30 kwam de single tot plaats 7.
 'Carte Blanche'  behaalde in Engeland de 22ste plaats, dus hoger dan in Nederland.

## Discografie

### Singles
| Single met eventuele hitnotering(en) in de Nederlandse Top 40 | Datum van verschijnen | Datum van binnenkomst | Hoogste positie | Aantal weken | Opmerkingen             |
| ------------------------------------------------------------- | --------------------- | --------------------- | --------------- | ------------ | ----------------------- |
| Carte Blanche                                                 | 1999                  | 22-05-1999            | tip9            | -            | Dancesmash op Radio 538 |
| Carte Blanche (2008 Single Edit)                              | 2008                  | 16-08-2008            | 37              | 2            |                         |

De 2008-versie is overigens gemaakt door de Nederlandse producer Michael de Kooker.